# Ceriporiopsis portcrosensis
Ceriporiopsis portcrosensis är en svampart som först beskrevs av A. David, och fick sitt nu gällande namn av Ryvarden & Gilb. 1993. Ceriporiopsis portcrosensis ingår i släktet Ceriporiopsis och familjen Phanerochaetaceae.   Inga underarter finns listade i Catalogue of Life.